# Papilio bianor
Papilio bianor is een vlinder uit de familie van de pages (Papilionidae). De wetenschappelijke naam van de soort is voor het eerst geldig gepubliceerd in 1777 door Pieter Cramer.

## Kenmerken
De bovenzijde van de vleugels van beide geslachten heeft een iriserende groen oplichtende weerschijn onder invloed van het licht. De onderzijde van de achtervleugels is zwart en vertoont violette en paarse halve maantjes langs de rand. De achtervleugels dragen staarten. De spanwijdte bedraagt ongeveer 8,5 tot 13 cm.

## Verspreiding en leefgebied
Deze vlindersoort komt voor in Afghanistan, Pakistan, India, Myanmar, Thailand, Vietnam, Laos China, Korea en Japan, tot op meer dan 2000 meter hoogte in de Himalaya in Nepal.
Tijdens de vliegtijd van juli tot september en december is de vlinder in warme valleien te vinden.

## Waardplanten
De waardplanten behoren tot de wijnruitfamilie (Rutaceae).

## Synoniemen
- Papilio polyctor Boisduval, 1836
- Papilio okinawensis Fruhstorfer, 1898